# Kanakere, Hassan
Kanakere là một làng thuộc tehsil Hassan, huyện Hassan, bang Karnataka, Ấn Độ.